# Marco Coceio Nerva (jurista)
Marco Coceio Nerva (em latim: Marcus Cocceius Nerva; m. 33) foi um político e jurista romano nomeado cônsul sufecto em 22 com Caio Víbio Rufino. Era filho de Marco Coceio Nerva, cônsul em 36 a.C., e avô do futuro imperador Nerva.

## Carreira
Em 24, Tibério nomeou-o presidente do comitê dos curatores aquarum, um grupo de três senadores responsável pelo suprimento de água de Roma. Em 33, Nerva começou uma greve de fome que o levou à morte apesar dos apelos de Tibério. Segundo Tácito, "os que conheciam seus pensamentos disseram que depois que ele investigou com mais cuidado os mistérios do Estado, ele escolheu, com raiva e alarme, uma morte honrada enquanto ainda estava seguro e livre de ataques". É possível inferir que Tácito estava se referindo aos desmandos da Guarda Pretoriana, que sua morte foi uma forma de protesto e que Nerva estava preocupado com sua própria segurança.